# Petrus och Paulus kyrka, Prochorovka
Petrus och Paulus kyrka (ryska: Храм Петра и Павла; translitteration: Hram Petra i Pavla) är en rysk-ortodox kyrkobyggnad belägen i orten Prochorovka, i Belgorod oblast, i västra Ryssland.
Kyrkan är helgad åt apostlarna Petrus och Paulus och tillhör det rysk-ortodoxa stiftet Gubkins stift. 

## Historik
Petrus och Paulus kyrka i Prochorovka uppfördes för 50-årsdagen av slaget vid Prokhorovka. Arkitekten var D.S. Sokolov, men också ingenjören E.N Popov och designern S.A Belov.
Grunden invigdes den 14 juni 1992 av ärkebiskopen av Kursk och Belgorod, Yuvenaly. Byggnadet började i mars 2004 och kyrkan invigdes den 3 maj 1995 av rysk-ortodoxa kyrkans dåvarande patriark, Aleksij II.
Kyrkan byggdes med hjälp av donationer från privatpersoner, organisationer, banker och aktiebolag.
Kyrkan är stämplad som ett monument.

## Kyrkan

### Exteriör
Kyrkan är gjord av sten.

### Inventarier
Inne i kyrkan finns namn på 7 000 soldater som stupade nära Prochorovka som är inristade på vita plattor gjord av marmor.

## Övrigt
Bredvid kyrkan finns en en annan kyrka som är helgad åt helgonet Sankt Nikolaus.

## Bilder

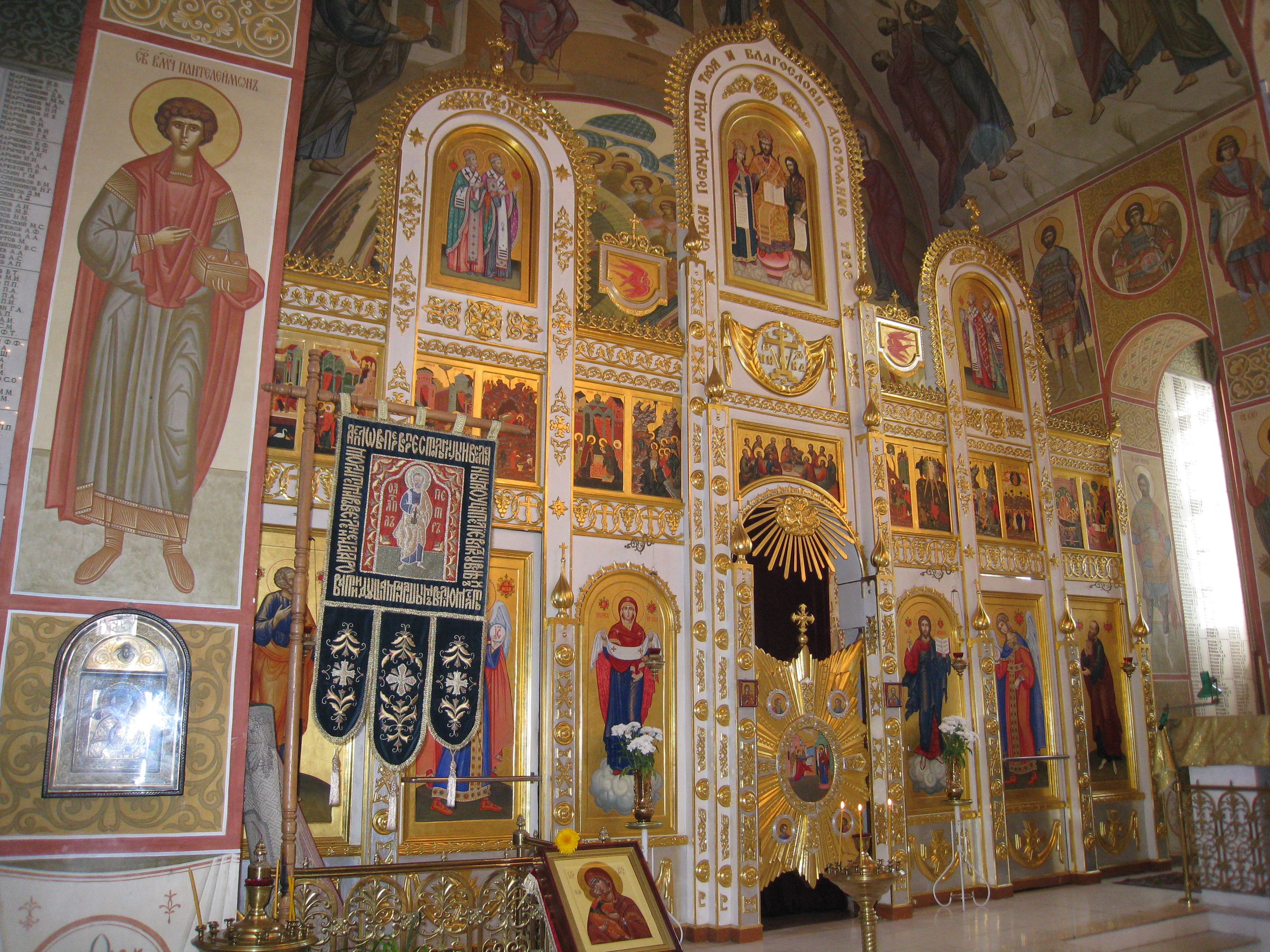
Kyrkans interiör mot ikonostasen.